# The Man-Machine
The Man-Machine (njemački: Die Mensch-Maschine) sedmi je studijski album njemačkog elektroničko glazbenog sastava Kraftwerk, objavljen 19. svibnja 1978. godine. Dvije su skladbe s albuma bile objavljene kao singlovi, "The Model" i "The Robots".

## Pozadina i objava
The Man-Machine prvi je album Kraftwerka na kojem je Karl Bartos skladao pjesme uz Ralfa Hüttera i Floriana Schneidera. Emil Schult doprinio je pisanju pjesme "The Model".
U listopadu 2009. godine bila je objavljena nova inačica albuma, a objavila ju je diskografska kuća Mute Records za Europu, i Astralwerks za SAD.

## Popis pjesama
Glazba: Ralf Hütter, osim za pjesmu "The Model" koju je skladao s Emilom Schultom.
| 1. | »The Robots« ("Die Roboter") | Ralf Hütter, Florian Schneider, Karl Bartos | 6:11 |
| 2. | »Spacelab«                   | Hütter, Bartos                              | 5:51 |
| 3. | »Metropolis«                 | Hütter, Schneider, Bartos                   | 5:59 |

| Druga strana | Druga strana                              | Druga strana      | Druga strana | Druga strana | Druga strana | Druga strana | Druga strana | Druga strana | Druga strana |
| Br.          | Skladba                                   | Tekstopisac       | Trajanje     |              |              |              |              |              |              |
| ------------ | ----------------------------------------- | ----------------- | ------------ | ------------ | ------------ | ------------ | ------------ | ------------ | ------------ |
| 4.           | »The Model« ("Das Model")                 | Hütter, Bartos    | 3:38         |              |              |              |              |              |              |
| 5.           | »Neon Lights« ("Neonlicht")               | Hütter, Schneider | 9:03         |              |              |              |              |              |              |
| 6.           | »The Man-Machine« ("Die Mensch-Maschine") | Hütter,Bartos     | 5:28         |              |              |              |              |              |              |
| 36:10        |                                           |                   |              |              |              |              |              |              |              |

## Zasluge
Kraftwerk
- Ralf Hütter — vokali, vokoder, sintisajzer, klavijature, orkestron, elektronika
- Florian Schneider — vokoder, votrax, sintisajzer, elektronika
- Karl Bartos — elektronički bubnjevi
- Wolfgang Flür — elektronički bubnjevi

Ostalo osoblje
- Ralf Hütter — produkcija, koncept albuma
- Florian Schneider — produkcija, koncept albuma
- Joschko Rudas — inženjer zvuka
- Leanard Jackson — inženjer zvuka
- Henning Schmitz — asistent